# Kernkraftwerk Civaux
Das Kernkraftwerk Civaux liegt bei der französischen Stadt Civaux im Département Vienne in der Region Nouvelle-Aquitaine. Es hat zwei Druckwasserreaktoren des Typs N4 und liegt 34 Kilometer südöstlich von Poitiers am linken Ufer der Vienne, einem Nebenfluss der Loire.
Betreiber ist die französische Gesellschaft Électricité de France (EDF).

## Eckdaten
In dem 220 Hektar großen Kernkraftwerksareal sind ca. 700 Personen beschäftigt. Die Kühlung der Reaktorblöcke erfolgt mit zwei Kühltürmen und dem der Vienne entnommenen Wasser.

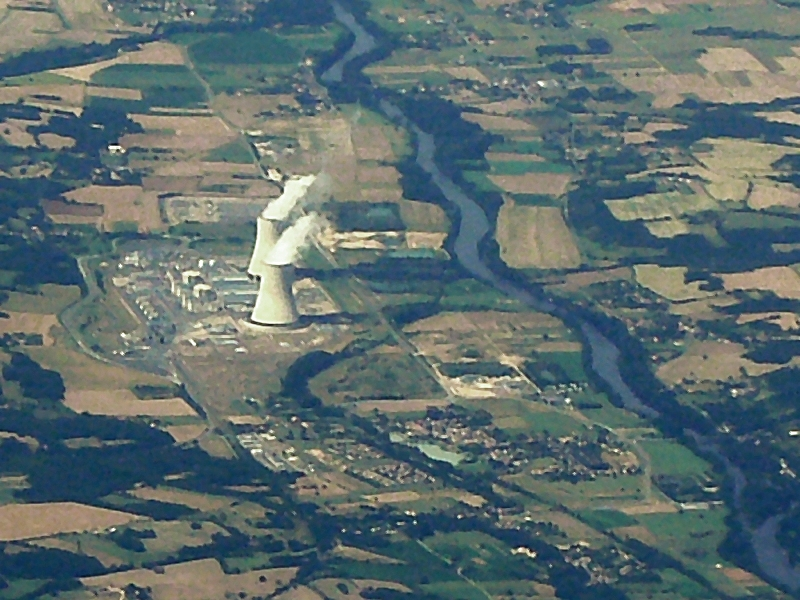
Luftaufnahme des Kernkraftwerks

Die zwei Druckwasserreaktoren des Typs N4 stellten die Basis für die Entwicklung des EPR dar. Die Reaktoren waren bis ins Jahr 2018 mit einer Nettoleistung von jeweils 1495 Megawatt (MW) und einer Bruttoleistung von 1561 MW die leistungsstärksten Reaktorblöcke der Welt. Die installierte Gesamtleistung liegt bei 3122 MW, womit das Kernkraftwerk zu den mittelgroßen in Frankreich zählt. Pro Jahr speist das Kraftwerk durchschnittlich 18 Milliarden Kilowattstunden in das öffentliche Stromnetz ein.
Die beiden Kühltürme des Kernkraftwerks sind 180 Meter hoch und damit die höchsten in Frankreich.
Baubeginn für den ersten Reaktorblock war am 1. Oktober 1988, er ging am 24. Dezember 1997 in Betrieb. Mit dem Bau des zweiten Reaktorblockes wurde am 30. April 1991 begonnen, er wurde am 24. Dezember 1999 fertiggestellt. Der Block 1 wurde erstmals am 29. November 1997 kritisch, der Block 2 am 27. November 1999. Die Abschaltung der Reaktoren war für die Jahre 2037 und 2039 geplant.
Die französische Regierung hat 2020 eine Verlängerung um weitere 10 Jahre für alle in Betrieb befindliche Reaktoren von 40 auf 50 Jahre Laufzeit angekündigt, diese wurde 2021 von der französischen Aufsicht unter Auflagen genehmigt.

## Sicherheit

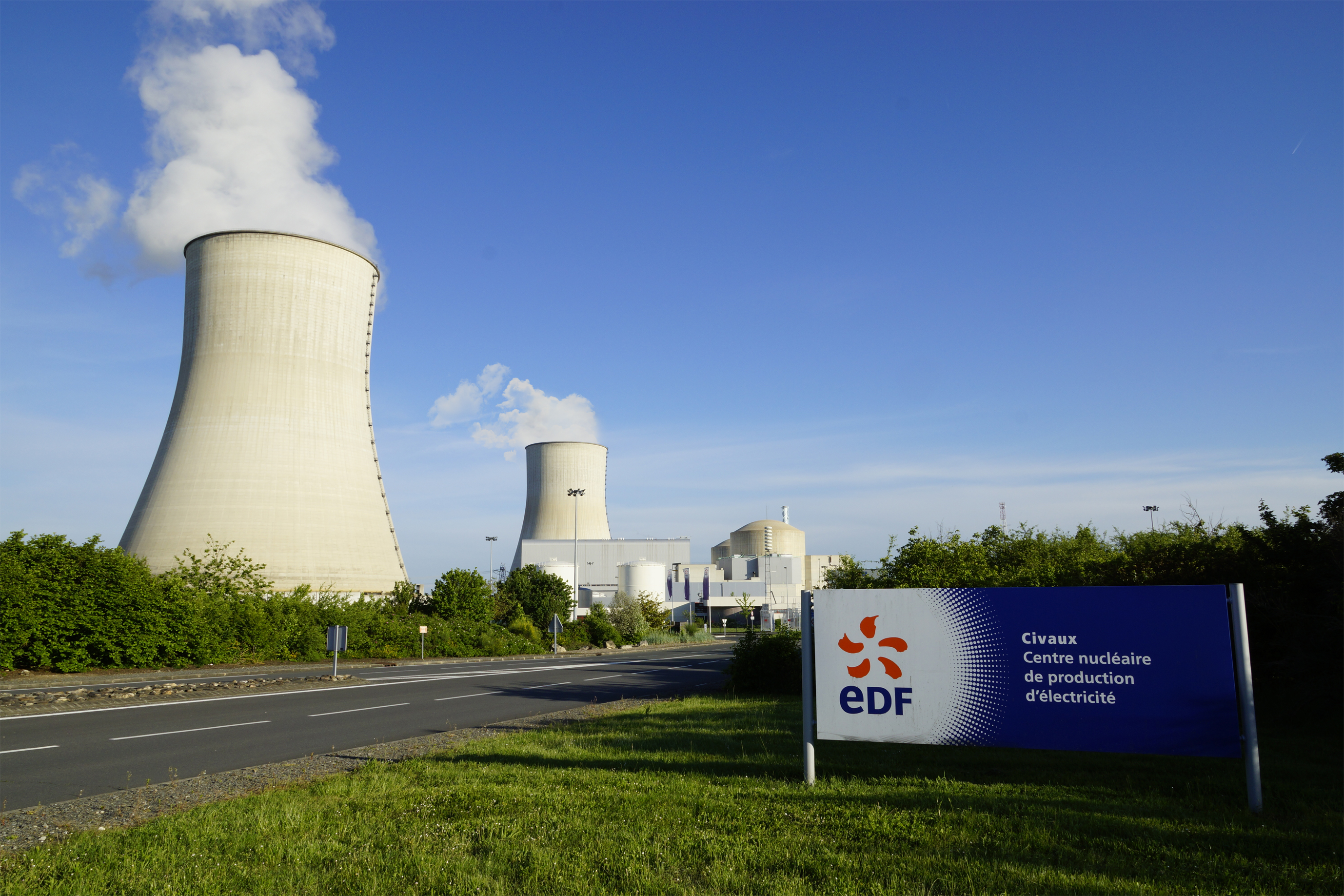
Einfahrtsbereich des Kernkraftwerks

Am 12. Mai 1998 kam es zu einem nuklearen Zwischenfall, bei dem in einem Kühlkreislauf des ersten Reaktors ein 18 Zentimeter langer und 2,5 Zentimeter breiter Riss auftrat. Durch diesen Riss traten laut Behördenaussagen pro Stunde 30 m³ Wasser aus. Das Leck konnte erst nach knapp 10 Stunden lokalisiert und der undichte Wasserkreislauf abgesperrt werden. Die Kühlung bis zur Reparatur des Lecks konnte mit dem zweiten Wasserkreislauf sichergestellt werden. Die Störung wurde von der französischen Atomaufsichtsbehörde ASN mit der Stufe 2 auf der Internationalen Bewertungsskala für nukleare Ereignisse (INES) eingestuft.
Am 18. Oktober 2016 teilte die ASN mit, dass EDF binnen drei Monaten außerplanmäßig die Funktionstüchtigkeit von Dampferzeugern an fünf bis dato laufenden Kernreaktoren prüfen muss, einer dieser Fünf war Reaktor I in Civaux.
Im Rahmen einer Zehn-Jahres-Inspektion – zunächst beim ersten, seit August 2021 heruntergefahrene/n Reaktor, dann auch beim zweiten, im November 2021 heruntergefahren – stellte man fest, dass es technische Fehler in der Nähe von Schweißnähten an Rohrleitungen im Notkühl- und Sicherheitseinspeisesystem gibt.
EdF teilte am 15. Dezember 2021 mit, dass die betroffenen Teile ausgetauscht werden und die Reaktoren deshalb länger außer Betrieb bleiben. Man werde vorsichtshalber auch die beiden bauähnlichen Reaktoren im Kernkraftwerk Chooz herunterfahren.
Dies geschah am 16. und 18. Dezember 2021. Beide Reaktoren blieben das gesamte Jahr 2022 über abgeschaltet. Block 2 wurde am 3. April 2023 wieder angefahren, wegen einer defekten Pumpe aber wieder abgefahren, nach Behebung des Schadens wurde der Reaktor am 23. April erneut angefahren, damit war seine zweite 10-Jahres-Wartung beendet, Block 1 war bereits am 25. Januar wieder hochgefahren worden.
Im Primärkühlkreislauf des Reaktors I wurde am 2. November 2022 ein radioaktives Leck entdeckt. Die Betreibergesellschaft EDF teilte mit, es bestehe kein Sicherheitsrisiko, außerhalb der Anlage sei keine Radioaktivität gemessen worden.

## Daten der Reaktorblöcke
Das Kernkraftwerk Civaux hat zwei Blöcke:
| Reaktorblock | Reaktortyp         | Netto- leistung | Brutto- leistung | Baubeginn  | Netzsyn- chronisation | Kommer- zieller Betrieb | Abschal- tung  |
| ------------ | ------------------ | --------------- | ---------------- | ---------- | --------------------- | ----------------------- | -------------- |
| Civaux-1     | Druckwasserreaktor | 1495 MW         | 1561 MW          | 15.10.1988 | 24.12.1997            | 29.01.2002              | (2052 geplant) |
| Civaux-2     | Druckwasserreaktor | 1495 MW         | 1561 MW          | 01.04.1991 | 24.12.1999            | 23.04.2002              | (2052 geplant) |

## Personenbeförderung
Seit April 2016 kommen auf dem 220 ha großen Gelände des Kraftwerks, auf dem bis zu 1100 Personen tätig sind, erstmals sechs vollautonome Elektro-Shuttlebusse des Herstellers Navya zur Personenbeförderung zum Einsatz. Der Betrieb erfolgt in Partnerschaft mit dem Betreiber Transdev und ersetzte traditionelle Dieselbusse.